# Reynoldsita
La reynoldsita és un mineral de la classe dels sulfats. Rep el nom en honor de Robert E. Reynolds (1943), antic comissari de Ciències de la Terra al Museu Comarcal de San Bernardino.

## Característiques
La reynoldsita és un cromat de fórmula química Pb₂Mn⁴⁺₂O₅(CrO₄). Va ser aprovada com a espècie vàlida per l'Associació Mineralògica Internacional l'any 2011. Cristal·litza en el sistema triclínic. La seva duresa a l'escala de Mohs és 4,5.
Els exemplars que van servir per a determinar l'espècie, el que es coneix com a material tipus, es troben conservats al Museu d'Història Natural del Comtat de Los Angeles, a Los Angeles (Califòrnia) amb els números de catàleg: 63559, 63560 i 63561 (Mina Blue Bell) i 63562 (Mina Red Lead).

## Formació i jaciments
Va ser descrita a partir de les mostres obtingudes en dos indrets: la mina Red Lead, al districte de Zeehan (Tasmània, Austràlia), i la mina Blue Bell Mine, al districte miner de Silver Lake, al comtat de San Bernardino (Califòrnia, Estats Units). També ha estat descrita a la mina Milford Núm. 3, situada al comtat de Clark (Nevada, Estats Units). Aquests tres indrets són els únics de tot el planeta on ha estat descrita aquesta espècie mineral.